# Jean Compagnon
Pour les articles homonymes, voir Compagnon.
Jean Compagnon, né le 26 octobre 1916 à Saint-Germain-en-Laye et mort le 4 novembre 2010 à Paris,, est un officier français qui a atteint le grade de général de corps d'armée.

## Biographie

### Famille
Jean, Georges, André Compagnon est le fils du colonel Marcel Compagnon et de Lucie Dehesdin. Il fait ses études secondaires au Lycée Gérôme de Vesoul. 
Il a été marié avec Jacqueline Terlinden, une ancienne prisonnière politique belge, décédée en 1964, qui lui a donné six enfants, dont Antoine Compagnon ; puis avec Sylvie Palewska.
Le général Compagnon est inhumé à Compiègne.

### Début de sa carrière militaire
Il est élève de l’École spéciale militaire de Saint-Cyr (1934-1936 - promotion du roi Alexandre Ier de Yougoslavie), dont il sort sous-lieutenant. 
Affecté au 4e régiment de hussards (4e RH) de 1937 à 1940, il y est promu au grade de lieutenant le 1er octobre 1938. En 1940, il combat en Lorraine et sur la Somme à la tête d’un peloton à cheval du 4e RH, il est blessé le 5 juin, en Picardie et évacué vers Paris. Fin juin 1940, il poursuit la campagne à la tête d’un peloton cycliste constitué de fortune au cours de la retraite. Muté en Afrique du Nord en octobre avec son unité,  il passe au 2e régiment de dragons à la dissolution du 4e RH, le 1er septembre.
Affecté au 1er régiment étranger de cavalerie au Maroc en novembre 1940, il participe à la campagne de Tunisie de décembre 1942 à mars 1943. Il revient au Maroc, où il est promu au grade de capitaine le 25 juin 1943.

### La2eDB et la campagne de France (1944-1945)
Affecté à l'état-major  du général Leclerc, à la 2e DB, en janvier 1944, débarqué à Grandcamp le 28 juillet 1944, il participe à la bataille de Normandie et à la libération de Paris. En novembre 1944, il prend le commandement d'un escadron de chars du 12e régiment de cuirassiers. Ses chars entrent les premiers à Strasbourg et se battent devant le pont de Kehl le 23 novembre 1944. Blessé en Alsace en janvier 1945, convalescent, il reprend le commandement de la 3e compagnie de chars du 501e RCC le 23 avril 1945, avec laquelle il termine la guerre en livrant, le 4 mai 1945, le dernier combat de la 2e DB à Inzell devant Berchtesgaden.

### L’Indochine (1945-1946)
Volontaire pour l'Extrême-orient, il débarque à Saïgon le 19 octobre 1945 avec le groupement de marche de la 2e DB, dont il reçoit le 15 février 1946 le commandement d'un des trois sous-groupements tactiques autonomes. Lors du débarquement d’Haïphong, il est blessé par les tirs chinois. À la tête de ses blindés, il est le premier à atteindre Langson et la frontière de Chine en juillet 1946.

### Sur le chemin des étoiles (1946-1965)
Rapatrié en métropole en octobre 1946, il est désigné pour suivre le stage de base aéroportée à Fort Benning aux États-Unis en janvier 1948. Affecté à l'état-major de l'inspection des troupes aéroportées puis au comité permanent du pacte atlantique à Londres à compter du 1er novembre 1948 à 1953, il est promu au grade de chef d'escadrons en 1951. 
Il suit les cours de l’École supérieure de guerre de 1953 à 1955 et en parallèle, un cycle sur les pays en voie de développement à l’École des sciences politiques Sciences Po (Paris) et reçoit les galons de lieutenant-colonel en 1956 alors qu’il sert au 1er régiment de hussards parachutistes en Algérie de 1955 à 1960, régiment qu’il commande de 1958 à 1960. 
Il est promu au grade de colonel en 1959, il devient instructeur à l’École de guerre de 1960 à 1962, au cours supérieur interarmées et prononce dans les trois écoles (Terre, Air, Mer) des conférences sur l’art militaire d’une part, sur la décolonisation et les accords conclus avec les États nouvellement indépendants d’Afrique, d’autre part.
Il est désigné à l'emploi d'attaché militaire près l’ambassade de France à Washington de 1962 à 1965. Il quitte les États-Unis pour un poste en Allemagne en 1965. Au cours de ses années de service en France, aux États-Unis et en Allemagne, il organise des conférences sur des sujets divers, en français et dans les langues de ces nations, dans le but d’approfondir les relations culturelles avec l’Étranger.

### Le général
Il est admis en 1re section des officiers généraux en 1966. Chef d’état-major du général commandant en chef des forces françaises en Allemagne de 1966 à 1967, il rentre en France pour prendre les fonctions de général adjoint de la 8e division à Compiègne de 1967 à 1968, puis de commandant la deuxième brigade blindée jusqu’en 1970. Général adjoint au général gouverneur militaire de Paris en 1970, il reçoit sa troisième étoile en 1971 puis le commandement de la 11e division parachutiste. De 1973 à 1976, il commande la 3e région militaire où il est élevé aux rang et appellation de général de corps d’armée en 1974.
Il est admis en 2e section des officiers généraux à compter du 27 octobre 1976.

### Carrière civile et activité d’homme de lettres
Breveté de l’École supérieure de guerre, diplômé de l’Institut de contrôle de gestion, il devient assistant en formation continue et gestion de 1976 à 1981. Il enseigne aux personnels de divers niveaux dans trois domaines : gestion, comptabilité, communication - relations sociales, gestion des personnels et salaires. Il organise également un cycle de formation en culture générale, destinée aux cadres supérieurs et portant sur les grands problèmes de l’époque. Il fait appel à des sommités de haut niveau, les présente et anime les débats.
Homme de lettres, correspondant « défense » au journal Ouest-France en 1980, membre de l’Académie des sciences d'outre-mer, il écrit Les Plages du débarquement en 1978 et 6 juin 1944 - Débarquement en Normandie, Victoire stratégique de la guerre.
Il est conseiller historique des téléfilms D-Day en 1984 et 39-45 en 1985.
Il commente à plusieurs reprises des émissions sur la Cinq sur la Guerre du Golfe en 1991.
En mai 1994, il publie une biographie Général Leclerc, maréchal de France.
Au cours des années 1994-1995, années du cinquantenaire de la libération de la France, il écrit des articles, prononce des conférences et participe à de nombreuses émissions radiodiffusées et télévisées relatives à la bataille de Normandie et à la libération de Paris et de Strasbourg.
En 2006, il publie son livre testament Ce en quoi je crois.
Outre ses activités littéraires ou médiatiques, depuis sa retraite militaire, il est fréquemment appelé par des municipalités, des universités, des lycées et collèges, pour parler à des jeunes sur les évènements qu’il a vécus et décrits dans de nombreux articles de journaux et revues (Revue historique des armées, Ouest-France, Le Soir, Spectacle du Monde, etc.). Il commente des expositions sur la guerre et la Résistance à la demande de professeurs d’histoire. Il accompagne et anime des visites sur les champs de bataille et les plages de Normandie.

## Les associations
Membre de nombreuses associations dont : 
- le Club des Gentlemen Riders,
- membre du comité directeur de l’association des écrivains combattants et de son Jury qui attribue des prix littéraires, il rédige de nombreuses « Notes de lecture » et participe à la sélection des prix, romans, essais et histoire.
- Il est fondateur et président de l’Union nationale de l’arme blindée – cavalerie – chars – de 1979 à 1986, puis, président d’honneur. * Il est appelé à présider la Fédération des sociétés d'anciens de la Légion étrangère (FSALE) de 1980 à 1992, dont il devient également le Président d’honneur ainsi que de l’Association des honneurs héréditaires ;
- il est membre du comité de direction de l’Association française pour la communauté atlantique,
- membre de l’association des journalistes de défense
- membre de l’association des écrivains catholiques
- membre de l’Académie des sciences d'outre-mer.

## Décorations
Titulaire de 11 citations pour faits de guerre dont 6 à l’ordre de l’armée. Il est décoré de nombreuses médailles commémoratives.
- Grand-croix de la Légion d'honneur
- Grand-croix de l'ordre national du Mérite (1988)[9]
- Croix de guerre 1939–1945
- Croix de guerre des Théâtres d'opérations extérieurs
- Croix de la Valeur militaire
- Chevalier de l'ordre des Palmes académiques
- Officier de l'ordre du Mérite agricole
- Médaille de l'Aéronautique
- Légionnaire de la Legion of Merit (médaille américaine)